# Biblioteca Popular La Florida
La Biblioteca Popular La Florida está emplazada en la zona norte de Rosario, Santa Fe, Argentina. Fue fundada en 1976. Es una biblioteca popular, dedicada a reunir, catalogar y conservar fondos bibliográficos. En la actualidad la Biblioteca tiene un fondo documental de aproximadamente 25000 ejemplares. Su objetivo es brindar acceso a la información y cultura a todo el barrio. 

## Historia
A medida que el barrio “La Florida” fue progresando por el impulso que le daban las organizaciones barriales como Vecinales, Clubes y Cooperativas, se hizo notorio que hacía falta una Biblioteca donde los alumnos de las distintas escuelas de la zona pudieran consultar libros, manuales, diccionarios y todo el material de estudio necesario. Un grupo de vecinos, que pertenecían a la Subcomisión de Cultura de la Caja de Crédito “La Florida” Cooperativa Ltda., en el año 1975 pone en marcha la creación de la Biblioteca. Se organizó una colecta de libros nuevos y usados, y diferentes eventos para recaudar fondos para tal fin. 
La Biblioteca se inauguró el día 6 de noviembre del año 1976, en un salón de Bv. Rondeau al 3657. Fue su madrina la maestra Olga Cosettini. El acervo bibliográfico fue creciendo con el aporte de vecinos e integrantes de la Caja de Crédito La Florida. Además del ingreso proveniente de la cuota de los socios. Con los cambios de gobierno y el cambio de las reglamentaciones que los acompañaron, la Caja de Crédito pasó a ser una sucursal del Banco Udecoop. La nueva entidad tenía muchos activos inmovilizados y hubo que vender propiedades, entre ellas la de la Biblioteca. Es en el año 1980 cuando se traslada al local alquilado por el Banco, con dirección en calle Luis Braille 859. Cuando se termina el contrato de alquiler, en el año 1982, la Biblioteca vuelve a mudarse. Esta vez lo hace a calle Agustín Álvarez 660. En esa instancia la fusión de nuevas entidades convierte al Banco en Credicoop, el cual sigue manteniendo el pago del alquiler y sueldo de la entonces bibliotecaria. En ese momento las autoridades prometen a la Biblioteca devolverle el local que tuvo que ser vendido años anteriores. Se dan a la tarea de buscar una casa propia pero la ilusión duró poco, porque el nombramiento de un nuevo gerente trajo también la negación de la compra de un local, dando como única solución el cierre de la Biblioteca.

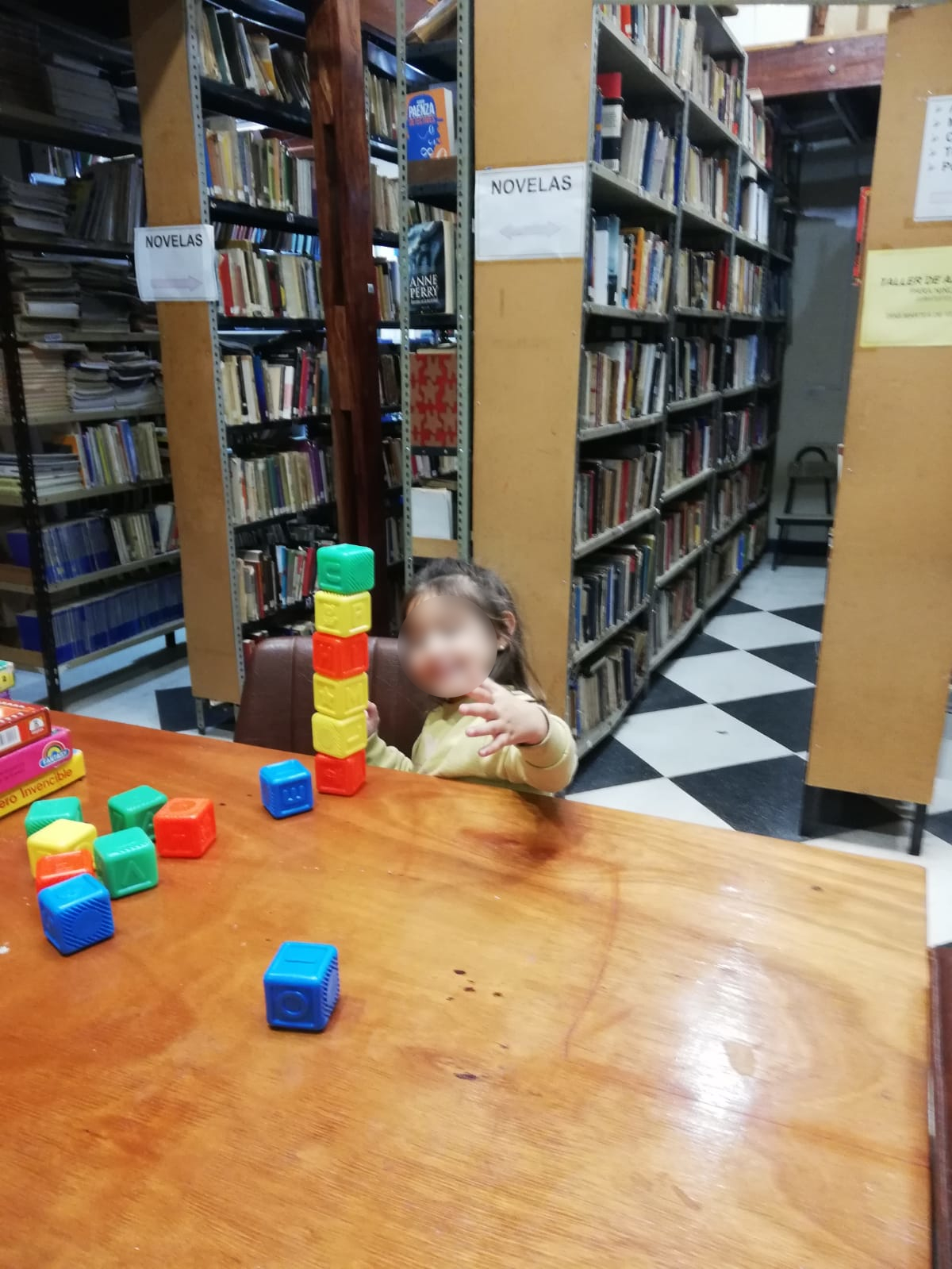
Sala de lectura y estanterías en planta baja.

La Comisión se moviliza para tratar de rescatarla, comunicando la resolución a familiares, amigos y vecinos, tratando así de fortalecer la defensa de una institución que aportaba nada menos que cultura. Por vía legal se agotaron todos los recursos, haciendo incluso varios viajes a Buenos Aires. Tanta lucha tuvo como respuesta la cooperación del banco, el que se comprometió a pagar por un año el alquiler. Esto garantizaba un año más de vida para la Biblioteca y un año más de tiempo para seguir trabajando por un espacio propio. Mientras tanto, se alquila un garaje en calle Mina Clavero 1087, desde donde continuarían las negociaciones y las entrevistas en Buenos Aires, surgiendo de éstas otro año más de subsidio para el alquiler. Al no depender del Banco, la Biblioteca comienza los trámites para obtener su personería jurídica, la que obtiene en el año 1995. Se juntan fondos realizando cenas, peñas, fiestas, para lograr el gran objetivo de tener la casa propia. 
Ese sueño se cumple a fines de 1995, con la compra de un terreno con una vieja construcción en Mina Clavero 885. En el año 1996 obtiene el reconocimiento de la Comisión Nacional de Bibliotecas Populares (CONABIP). Se obtiene un crédito hipotecario otorgado por el Banco Credicoop, pero avalado también personalmente por tres miembros de la C.D. de la Biblioteca, para poder realizar las reformas necesarias antes de trasladarla. En 1999 se traslada a la que hoy es su sede propia, Mina Clavero 885. Con esfuerzo y ayuda de toda la comunidad, en el año 2014 se construyó el Salón de Usos Múltiples en el primer piso. De aquella anécdota contada por el expresidente de la biblioteca Carlos Romano, - “Cuando inauguró la Biblioteca su primer local en el año 76, quisimos sacar una foto de recuerdo pero eran tan pocos los libros que teníamos que el señor Carlos Pereda trajo de su casa varios ejemplares para llenar espacios vacíos” – 
Actualidad 
En la actualidad la Biblioteca Popular "La Florida" forma parte del Mapeo del libro y la lectura, proyecto impulsado por la Municipalidad de Rosario con el fin de conectar las bibliotecas de la ciudad. 
En el año 2020, con la aparición de la pandemia de COVID-19 las bibliotecas populares debieron cerrar sus puertas. En octubre del mismo año lograron un permiso para volver a prestar libros a sus usuarios. De esta manera se retomaron las actividades habituales paulatinamente. Debiendo adoptar los correspondientes protocolos. Debido a la situación económica del país, en abril de 2022, se les informo la entrada en vigencia de la ley 27.432 que provocaría un desfinanciamiento de la Comisión Nacional de Bibliotecas Populares (CONABIP) que impactaría directamente en el desmantelamiento de las políticas que promueven el desarrollo y fortalecimiento de las más de las 1.200 bibliotecas populares en Argentina.      

##### Horarios
Lunes, miércoles y sábado de 9 a 12 horas Lunes, miércoles y jueves: 16 a 19 horas. Martes: 17 a 18.30 horas Sábado: 10 a 12 hs.

###### Redes sociales
INSTAGRAM: @bipolaflorida
FACEBOOK: Biblioteca Popular La Florida